# Тейшейра Витьенес, Фернандо
Фернандо Тейшейра Витьенес (исп. Fernando Teixeira Vitienes, 28 июля 1971, Сантандер) — испанский футбольный арбитр. Арбитр ФИФА с 2009 года.
Начинал как футболист играл, в ряде молодёжных команд своего региона. В 14 лет поощряемый своим дядей футбольным арбитром стал интересоваться судейством. В 1992 году начал судить матчи четвёртого по значимости турнира чемпионата Испании — дивизиона Терсера. В 1996 году перешёл на ступень выше и стал обслуживать матчи Сегунды Дивизиона B, в 1999 году произошло следующее повышение, к матчам Премеры был допущен в 2003 году. 1 января 2009 года получил статус арбитра ФИФА, первый обслуживаемый им матч был между молодёжными сборными Германии и Ирландии в Корке (1:1). В 2009 году судил матчи на Средиземноморских играх. В еврокубках дебютировал в июле 2009, с судейства матча квалификационной стадии Лиги Европы между клубами «Милано» (Македония) и «Славен Белупо» (Хорватия), завершившегося со счётом 0:4.